# Füzesgyarmat
Füzesgyarmat (în română Fizeș-Iermata) este un oraș în districtul Szeghalm, județul Békés, Ungaria, având o populație de 6.114 locuitori (2011). 

## Demografie
Componența etnică a orașului Füzesgyarmat
     Maghiari (97,39%)
     Romi (1,94%)
     Necunoscut (0,24%)
     Alții (0,42%)
Componența confesională a orașului Füzesgyarmat
     Fără religie (39,71%)
     Reformați (23,73%)
     Romano-catolici (6,54%)
     Necunoscută (28,92%)
     Alte religii (2,7%)
Conform recensământului din 2011, orașul Füzesgyarmat avea 6.114 locuitori. Din punct de vedere etnic, majoritatea locuitorilor (97,39%) erau maghiari, cu o minoritate de romi (1,94%). Apartenența etnică nu este cunoscută în cazul a 0,24% din locuitori. Nu există o religie majoritară, locuitorii fiind persoane fără religie (39,71%), reformați (23,73%) și romano-catolici (6,54%). Pentru 28,92% din locuitori nu este cunoscută apartenența confesională.